# 杨胜 (1911年)
杨胜（1911年—1970年），男，福建漳浦人，中国布袋木偶表演艺术家、教育家。曾任中国文学艺术界联合会全国委员会委员

## 家庭
儿子杨亚州、杨烽、杨辉均为木偶艺术家。